# 布倫南·埃利奧特
布倫南·埃利奧特（Brennan Elliott，1975年3月24日—）是加拿大的一位演員。他最著名的作品是在Lifetime醫療電視劇妙手良方中飾演Dr. Nick Biancavilla角色。他在出生卡爾加里。